# Заслужений діяч Казахстану

Заслу́жений дія́ч Казахста́ну (каз. Қазақстанның Еңбек Сіңірген Қайраткері) — почесне звання, державна нагорода Республіки Казахстан. 

## Заснування
Засноване на підставі Закону "Про державні нагороди Республіки Казахстан" №-2676 від 12 грудня 1995 року.

## Призначення
Присвоюється видатним державним і громадським діячам, представникам науки, культури, мистецтва, виробництва і соціальної сфери за значні заслуги перед Республікою Казахстан.

## Нагороджені
- Александров Борис Вікторович
- Гергієв Валерій Абісалович
- Григорович Юрій Миколайович
- Кудайбергенов Дінмухамет Канатович (2019)
- Жумагулов Бакитжан Турсинович
- Канап'янов Бакитжан Мусаханович
- Рахлін Ілля Якович
- Майра Жангелова

та інші.